# Блэк, Александр Эдуардович
Александр Эдуардович Блэк (1907, Санкт-Петербург, Российская империя — 1970, Ленинград) — советский художник-график и художник-постановщик.

## Биография
А. Э. Блэк родился в Санкт-Петербурге в 1907 году.
Учился в Ленинградском высшем художественно-технический институте на графическом факультете. Его учителями были В. М. Конашевич и Д. И. Митрохин. После окончания института в 1931 году, ему было присвоено звание художника-графика.
С 1933 года работал художником, а с 1938 года — художником-постановщиком на киностудии «Ленфильм». 
Скончался в Ленинграде в 1970 году.

## Фильмография
- 1938 — Человек с ружьём (Режиссёр-постановщик: Сергей Юткевич, соРежиссёры Павел Арманд, Мария Итина)
- 1939 — Аринка (Режиссёр-постановщик: Надежда Кошеверова)
- 1940 — Шестьдесят дней (Режиссёр-постановщик: Михаил Шапиро)
- 1941 — Боевой киносборник № 2 (5 киноновелл) (совместно с Семёном Мейнкиным) (Режиссёры-постановщики: Владимир Фейнберг, Виктор Эйсымонт, Евгений Червяков, Герберт Раппапорт, Лев Арнштам, Григорий Козинцев)
- 1941 — Валерий Чкалов (Режиссёр-постановщик: Михаил Калатозов)
- 1957 — На переломе (Режиссёр-постановщик: Николай Лебедев)
- 1958 — В дни Октября (Режиссёр-постановщик: Сергей Васильев)
- 1959 — Чолпон — утренняя звезда (фильм-балет) (Режиссёр-постановщик: Роман Тихомиров)
- 1960 — Пойманный монах (Режиссёр-постановщик: Григорий Никулин)
- 1960 — Эзоп (Режиссёр-постановщик: Георгий Товстоногов)
- 1961 — Водяной (короткометражный) (Режиссёр-постановщик: Сергей Сиделёв)
- 1962 — Когда разводят мосты (Режиссёр-постановщик: Виктор Соколов)
- 1963 — Два воскресенья (Режиссёр-постановщик: Владимир Шредель)
- 1965 — Авария (совместно с Дмитрием Рудым) (Режиссёры-постановщики: Александр Абрамов, Наум Бирман)
- 1965 — Первый посетитель (Режиссёр-постановщик: Леонид Квинихидзе)
- 1965 — Перед судом истории (историко-документальный) (Режиссёр-постановщик: Фридрих Эрмлер)
- 1966 — Два билета на дневной сеанс (Режиссёр-постановщик: Герберт Раппапорт)
- 1967 — Происшествие, которого никто не заметил (Режиссёр-постановщик: Александр Володин)
- 1968 — Моабитская тетрадь (Режиссёр-постановщик: Леонид Квинихидзе)
- 1969 — Голубой лёд (совместно с Александром Компанеец) (Режиссёр-постановщик: Виктор Соколов)
- 1969 — Рядом с другом (художественно-документальный) (Режиссёр-постановщик: Александр Абрамов)